# Małgorzata Piechowicz-Skotowska
Małgorzata Piechowicz-Skotowska, z d. Piechowicz (ur. 30 czerwca 1966 w Kaliszu) – polska lekkoatletka, sprinterka, medalistka mistrzostw Polski, reprezentantka kraju.

## Kariera sportowa
Była zawodniczka Calisii Kalisz. W 1989 została halową mistrzynią Polski w biegu na 60 m. W tym samym roku zdobyła także dwa brązowe medale mistrzostwach Polski seniorek na otwartym stadionie - w biegach na 100 i 200 metrów.
W 1989 wystąpiła także w finale A Pucharu Europy, zajmując 5. miejsce w sztafecie 4 x 100 m, z wynikiem 44,12).
Rekordy życiowe:
- 100 m – 11,69 (03.09.1989)
- 200 m – 23,82 (13.08.1989)